# Eldskuldrad parakit
Eldskuldrad parakit (Pyrrhura egregia) är en fågel i familjen västpapegojor inom ordningen papegojfåglar.

## Utseende och läte
Eldskuldrad parakit är en medelstor parakit. Fjäderdräkten är mestadels grön med tydligt gult och rött på vingknogen, synligt även på sittande fågel. Noterbart är även lång stjärt, ljus näbb och en vit ring kring ögat. Lätet är ett rullande och skriande tjatter, likt andra Pyrrhura-parakiter.

## Utbredning och systematik
Eldskuldrad parakit delas in i två underarter:
- Pyrrhura egregia egregia – förekommer i tepuis i södra Venezuela (Roraima) och angränsande högland (Guyana)
- Pyrrhura egregia obscura – förekommer i tepuis i sydöstra Venezuela och nordöstligaste Brasilien

## Levnadssätt
Eldskuldrad parakit hittas i höglänta skogar. Den är relativt vanlig men kan vara svår att få se bra. Den rör sig i grupper i trädtaket för att stanna plötsligt och födosöka i fruktbärande och blommande träd.

## Status
Trots det begränsade utbredningsområdet och att den tros minska i antal anses beståndet vara livskraftigt av internationella naturvårdsunionen IUCN. 